# Berliner Platz (Ludwigshafen)

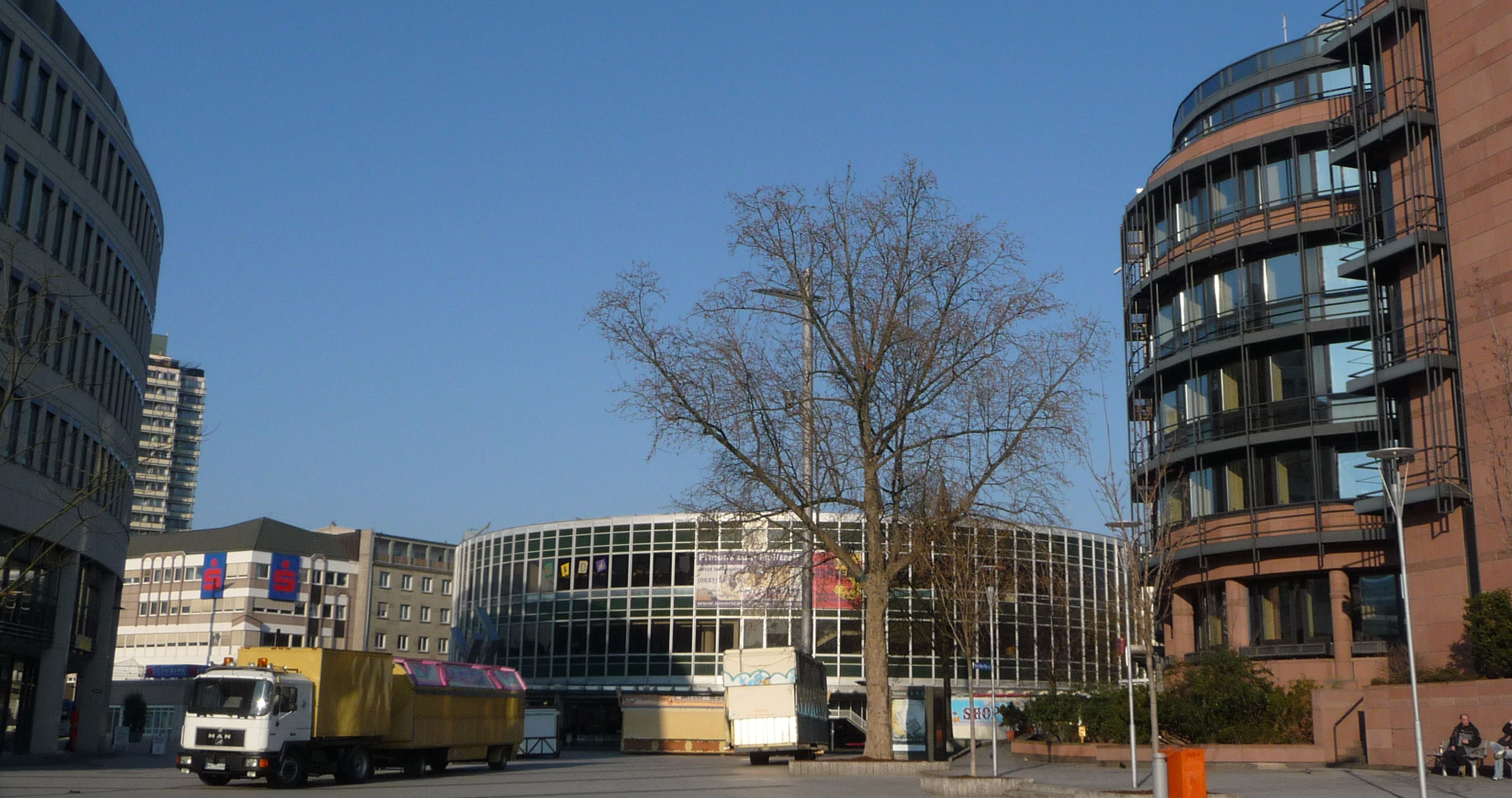
Berliner Platz von Osten (2009)

Der Berliner Platz ist ein zentraler Platz am südlichen Ende der Innenstadt von Ludwigshafen am Rhein. Er ist zentraler Knotenpunkt des öffentlichen Nahverkehrs.

## Geschichte
An dieser Stelle befand sich ab 1890 der Bahnhof Ludwigshafen-Brücke der meterspurigen Lokalbahn.
Anlässlich des 50-jährigen Stadtjubiläums 1903 wurde in dem Dreieck zwischen den beiden zur Rheinbrücke führenden Rampen und der Ludwigstraße der Jubiläumsplatz in Form eines Parks angelegt; die Ludwigstraße ging seinerzeit direkt in die Mundenheimer Straße über. Gleichzeitig wurde die elektrische Straßenbahn von Mannheim über die Rheinbrücke nach Ludwigshafen geführt und der Lokalbahnhof vergrößert; Straßenbahn und die Lokalbahn im Dampfbetrieb benutzten in der Ludwigsstraße (heutige Fußgängerzone) gemeinschaftlich die Gleise. Im Jahr 1928 wurde das Bahnhofsgebäude abgerissen, die Bahnanlagen reduziert und dort der Pfalzbau errichtet. An der Westseite war die Ludwigstraße mit einer durchgehenden Häuserzeile bebaut; diese wurde ebenfalls 1928 von der Bismarckstraße her durchbrochen. Die Jubiläumsstraße, heute der südliche Teil der Bismarckstraße, wurde durch den Jubiläumsplatz zur südlichen Brückenrampe weitergeführt, damit war der Park weitestgehend verbaut. 1930 entstand an der südlichen Straßenecke Jubiläums-/Ludwigstraße das Kaufhaus Tietz. Im Sommer 1932 wurde der Lokalbahnbetrieb zwischen Mundenheim und der Innenstadt eingestellt. Die vorhandenen Gleise wurden für die elektrische Straßenbahn ertüchtigt und die 1928 provisorisch errichtete Bahnhofsbaracke abgerissen. 1939 wurde der gesamte Häuserblock im Dreieck Ludwigstr./Wredestr./Jubiläumsstr. abgerissen um einen Platz vor dem Eingang des Pfalzbaus zu haben. 1952 wurde auf dieser Freifläche der Ankerhof eröffnet. Im Rahmen des Projekt Visitenkarte wurde 1959 durch den Umbau der Rheinbrücke und dem ersten Teilstück der Hochstraße Richtung Westen (heute A 650) das gesamte Areal völlig umgestaltet; so wurde die nördliche der beiden Rampen zur Rheinbrücke abgetragen und 1960 eröffnete in der sog. Tortenschachtel eine Filiale des Kaufhof; kurz darauf wurde das erst 30 Jahre alte Kaufhaus Tietz ebenso abgerissen wie der nach dem Krieg provisorisch wieder hergerichtete Pfalzbau. Der heutige Pfalzbau wurde an anderer Stelle 1965 eröffnet. Seitdem nennt sich die Straßenbahn- und Bushaltestelle "Berliner Platz" (zuvor: "Pfalzbau"). Die heutige Gestaltung erhielt der Platz 2003 im Rahmen der Eröffnung der S-Bahn RheinNeckar und des neuen Haltepunkts Ludwigshafen-Mitte.
Unverändert seit der Zeit um 1900 ist die Lage der Straßenbahngleise aus der Fußgängerzone bis in die Bleichstraße sowie der bogenförmige Verlauf der Häuserfront am nördlichen Rand des Berliner Platzes im Zuge der 1867 errichteten Brückenrampe; allerdings existiert im Bereich des Platzes kein Vorkriegsgebäude mehr. Die Architektur der später errichteten Tortenschachtel hat die bestehenden baulichen Gegebenheiten aufgegriffen.
2015 wurde die Tortenschachtel auf dem Berliner Platz abgerissen. Dafür mussten alle Busse und Stadtbahnen umgeleitet werden. Bis Oktober 2015 waren die Abrissarbeiten weitestgehend abgeschlossen.

## Bebauung
Der Berliner Platz ist umgeben von mehreren runden Gebäuden:
|  | Das Faktorhaus, ein Büro- und Geschäftsgebäude, durch das die Straßenbahnlinien nach Mannheim führen                                                                    |
|  | Wohngebäude und ein Bürogebäude. Der bogenförmige Verlauf deutet den Zugangsverlauf zur Rheinbrücke vor 1959 an.                                                        |
|  | Außerdem besteht ein direkter Zugang zum neu gebauten S-Bahnhof Ludwigshafen-Mitte und zum Einkaufszentrum Walzmühle sowie zur in Teilen neu angelegten Rheinpromenade. |

## Conversation II

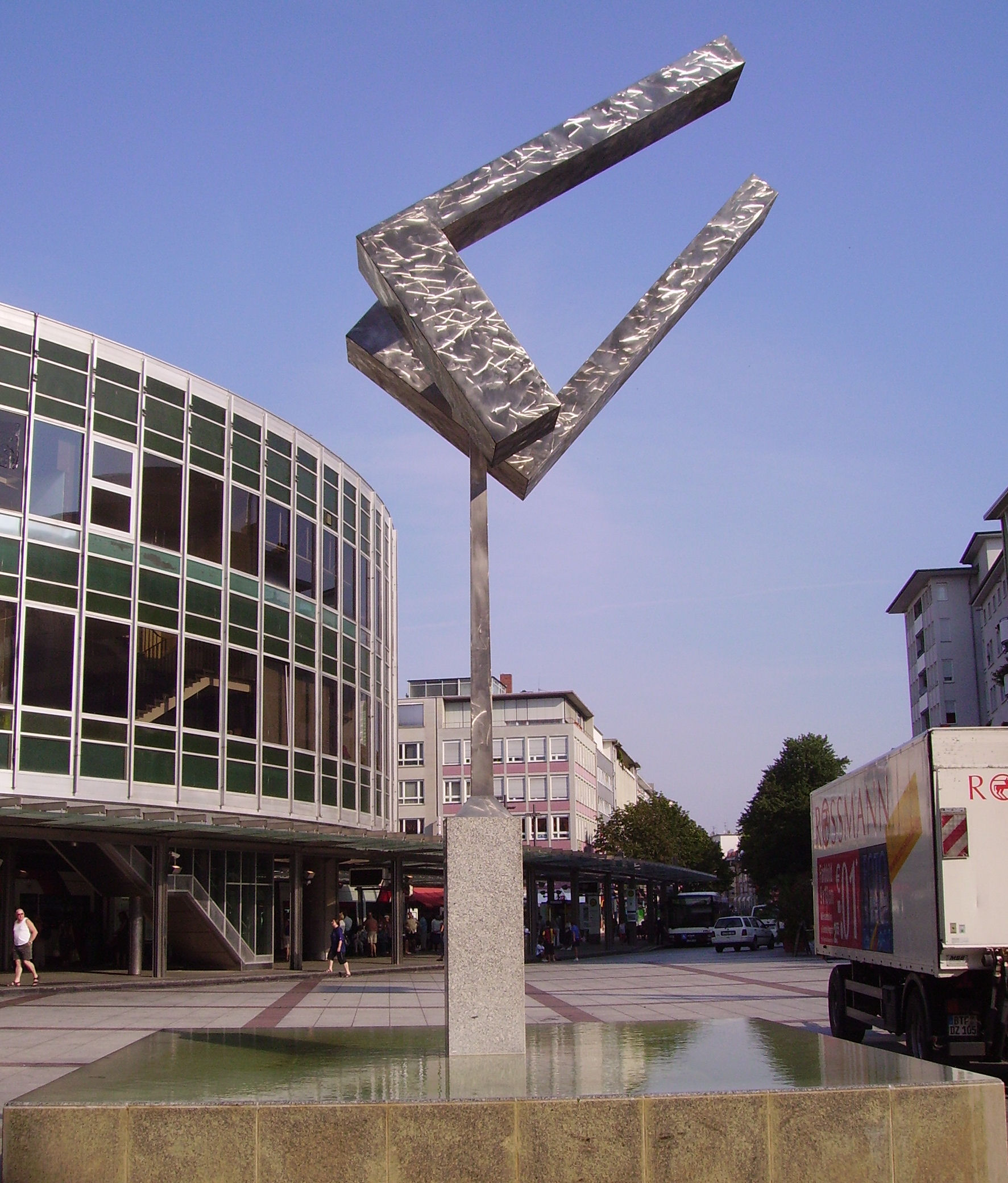
Conversation II

In der Mitte des Berliner Platzes befindet sich über einem mit Wasser gefüllten Granitsockel die kinetische Skulptur Conversation II des US-amerikanischen Künstlers George Rickey. Das Kunstwerk ist ein Geschenk der BASF an die Bürger der Stadt Ludwigshafen anlässlich der Jahrtausendwende.
Auf einer schlanken Stele werden zwei L-förmige Elemente durch Luftbewegung in eine rotierende Bewegung versetzt, was entweder den Buchstaben L oder U ergibt, zusammen das Kfz-Kennzeichen für Ludwigshafen: LU.

## Öffentliche Veranstaltungen
Der Berliner Platz ist auch der Ort für zentrale öffentliche Veranstaltungen. So findet hier der alljährliche Weihnachtsmarkt statt. In der warmen Jahreszeit ist hier jeden zweiten Mittwoch um 19:30 der Treffpunkt der Skatenight Ludwigshafen.

## Sicherheit
Um die Folgen massiven Alkoholkonsums Jugendlicher in den Nachtstunden einzudämmen, hat die Stadt Ludwigshafen im Sommer des Jahres 2008 beim Innenministerium des Landes Rheinland-Pfalz die Genehmigung eingeholt, auf dem Platz eine Alkohol-Sperrzone einzurichten.
Zu diesem Zeitpunkt gab es massive Probleme mit nächtlichen Schlägereien und Beschwerden über Lärmbelästigungen.
Das Alkoholverbot tritt im April in Kraft und endet im September. Dies beschloss der Stadtrat einstimmig, der Ortsbeirat wünscht jedoch ein dauerhaftes Alkoholverbot, doch die Aufsichtsbehörde genehmigt nur eine sechsmonatige Gefahrenabwehrverordnung. Nach dem Auslaufen der Verordnung im Herbst 2008 nahmen die Vorfälle wieder zu. Fast die Hälfte aller Vorfälle sind auf übermäßigen Alkoholkonsum zurückzuführen. Über 80 Prozent der Körperverletzungen wurden von Mitternacht bis 7 Uhr morgens registriert. Auffällig sind vor allem Discobesucher, denn im Umkreis von 500 Metern um den Berliner Platz gibt es drei Großdiscos.

## Belege
1. ↑  www.skatenight-ludwigshafen.de